# Calliphysalis
Calliphysalis, monotipski biljni rod iz porodice pomoćnica ili krumpirovki. Jedina vrsta je jednogodišnja biljka C. carpenteri, ameerički endem iz Alabame, Floride, Louisiane i Mississippija)
Rod je opisan je u Rhodora 114(958): 137–145, f. 1–3, 4 [map]. 2012.

## Fizičke karakteristike
Ova vrsta je hermafrodit (ima i muške i ženske organe) i oprašuju je kukci. Odgovaraju joj: laka (pješčana), srednja (ilovasta) i teška (glinasta) tla i preferira dobro drenirano tlo. Prikladan pH: blago kisela, neutralna i bazična (blago alkalna) tla. Ne može rasti u sjeni. Voli vlažno tlo.
Jestivost:
Plod - sirov ili kuhan. Biljka prikladno zamata svaki plod u vlastitu papirnatu 'vrećicu' (botanički, čašku) kako bi ga zaštitila od štetnika i vremenskih nepogoda. Ova čaška je otrovna i ne smije se jesti.

## Sinonimi
- Physalis carpenteri Riddell; Cat. Fl. Ludov., N. Orl. Med. & Surg. J. 8: 758 (1852)